# North Tuddenham
North Tuddenham est un village et une paroisse civile du comté de Norfolk en Angleterre. Elle a une église paroissiale : St Mary's.

## Sources
- (en) Cet article est partiellement ou en totalité issu de l’article de Wikipédia en anglais intitulé « North Tuddenham » (voir la liste des auteurs).